# ヘルマン・アントン・フォン・ハッツフェルト
ヘルマン・フリードリヒ・アントン・フォン・ハッツフェルト・ツー・トラッヘンベルク（Hermann Friedrich Anton von Hatzfeldt zu Trachenberg、1808年10月2日 - 1874年7月20日）は、プロイセンのシュタンデスヘル、ユンカー、政治家。第2代ハッツフェルト＝トラッヘンベルク侯爵（Fürst von Hatzfeldt zu Trachenberg）。

## 生涯
陸軍中将・オーストリア駐在大使などを務めたフランツ・ルートヴィヒとフリーデリケ・カロリーネ・フォン・デア・シューレンブルク伯爵令嬢（Gräfin Friederike Karoline von der Schulenburg、1779–1832）の長男として生まれた。末弟のマクシミリアンは外交官であり、姉にはフェルディナント・ラッサールの恋人だったゾフィーがいる。
1827年、父の死去に伴いシュレージエンのトラッヘンベルクにある領地と家督を相続し、同年からシュレージエン州議会の議員に在任する。この頃、トラッヘンベルク・ラインラント・フランケン地方に散在する財産の分割問題で親戚のビルデンブルク家と相続紛争が起きたが、1830年にドイツ西部の領地を譲ることで解決された。1839年、シュレージエンの造林監督官となり、1843年にはポーゼン州のボヤノヴォとグシュヴィッツ近くに荘園を得た。
1842年、シュレージエン州の連合身分制委員会（Vereinigten Ständischen Ausschüsse）に参加し、1847年には第一回プロイセン連合州議会（Vereinigter Landtag）の議員となった。1849年、プロイセン第二院（衆議院）議員に選出されたのに次いで、翌1850年にはエアフルト連邦議会の議員も務めた。1854年、貴族院議員に勅選され、死去時まで在任している。
長男のシュタニスラウスが普仏戦争で戦死したため、家督は次男のヘルマンが承継した。

## 結婚と子女
1831年6月11日、マティルデ・フォン・ライヘンバッハ＝ゴシュッツ伯爵令嬢（Gräfin Mathilde von Reichenbach-Goschütz、1799–1858）と結婚し、1男2女を儲けた。
- シュタニスラウス（1831–1870） - ギーゼラ・フォン・ディルン＝シェーナウ伯爵令嬢と結婚。普仏戦争中にアミアンの戦いで戦死
- フランツィスカ（1833–1922） - パウル・フォン・ニムプチュと結婚。ヴァルター・フォン・ロー男爵と再婚
- エリーザベト（1839–1914） - カール・ツー・カロラート＝ボイテン侯爵と結婚。ヘルベルト・フォン・ビスマルクの恋人

1846年10月6日、マティルデと離婚している。
1847年4月6日、マリー・フォン・ニムプチュ（Marie von Nimptsch、1820–1897）と再婚し、1男1女を儲けた。
- ヘルマン（1848–1933） - トラッヘンベルク公爵、ナタリー・フォン・ベンケンドルフ伯爵令嬢と結婚
- ヘルミーネ（1852–1906） - エドゥアルト・テレキー・フォン・セーク伯爵と結婚。エミール・フォン・ホーエニング＝オキャロルと再婚

継妻のマリーは、教皇領駐在公使を務めたルートヴィヒ・フォン・ブーフの未亡人で、先夫との間に生まれたマリー・フォン・シュライニッツ伯爵夫人は、第二帝国時代にベルリン社交界のサロニエールとして君臨した。